# Крокус Сити Холл
«Кро́кус Си́ти Холл» и́мени Мусли́ма Магома́ева — многоуровневый концертный зал, располагавшийся до марта 2024 года на территории делового центра «Крокус-Сити» в Красногорске, в непосредственной близости от 67-го км МКАД и рядом со станцией метро «Мякинино». Зал был открыт 25 октября 2009 года предпринимателем Аразом Агаларовым.
Стандартная вместимость зала — 6200, максимальная — 9500 человек (когда в партере организован танцпол). Прекратил работу после теракта с последующим пожаром 22 марта 2024 года. Дальнейшая судьба здания оставалась неизвестной, но Госдума РФ поддержала идею о его невосстановлении. Позже о том, что здание не будет восстановлено, сообщил губернатор Московской области Андрей Воробьёв.

## Концерты и шоу

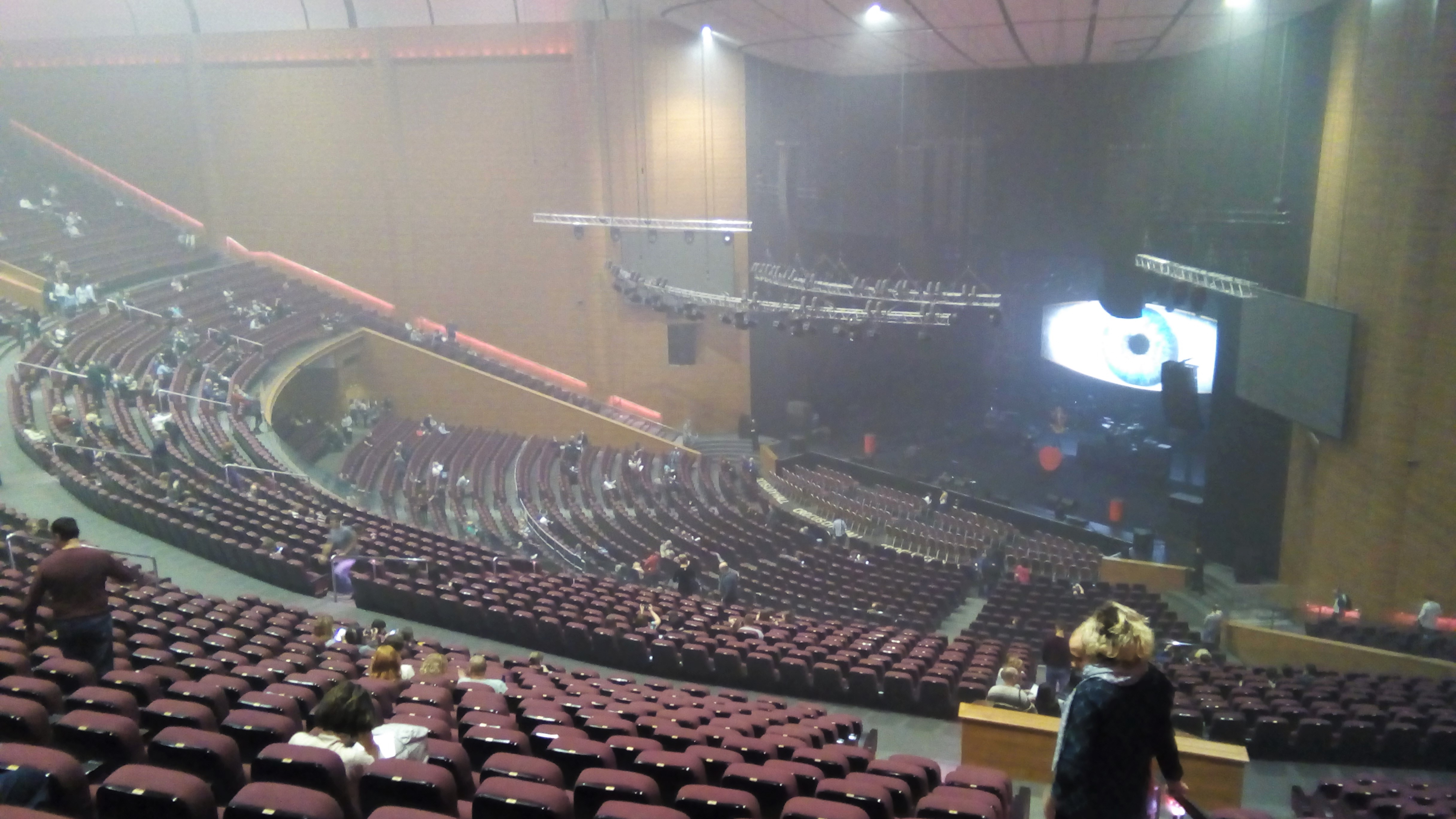
Зрительный зал «Крокус Сити Холл» в 2019 году

За три года с момента открытия более трёх миллионов зрителей посетили около 900 мероприятий.
Первым концертом стал вечер памяти Муслима Магомаева, в котором приняли участие несколько десятков российских эстрадных звёзд.
За время работы в Крокус Сити Холле прошли концерты более сотни известных исполнителей из России и других стран, а также театральные спектакли, спортивные мероприятия и детские представления.
С 2010 года раз в два года по чётным годам в Крокус Сити Холле проходил Международный конкурс вокалистов имени Муслима Магомаева (за исключением VI Международного конкурса вокалистов, который был перенесён из-за пандемии COVID-19 и был проведён в апреле 2021 года). Целью конкурса было продолжение исполнительских традиций отечественной музыкальной культуры, продвижение талантливых вокалистов. Впервые Международный конкурс вокалистов имени Муслима Магомаева прошёл 23-24 октября 2010 года.
С 5 по 9 ноября 2013 года в этом концертном зале состоялся международный конкурс красоты Мисс Вселенная 2013, трансляцию которого смотрели более миллиарда телезрителей. В шоу приняли участие девушки из 80 стран мира, а титул и драгоценную корону получила 25-летняя Габриэла Ислер из Венесуэлы. Гостями события стали миллиардер Дональд Трамп и фронтмэн группы Aerosmith Стивен Тайлер, возглавивший жюри и исполнивший свой хит «Dream On» в окружении участниц шоу.
1 мая 2022 года в Крокусе состоялся финал третьего сезона шоу «Маска», на который пришли более 7 тыс. человек. Финал транслировался в прямом эфире на телеканале НТВ на Дальний Восток. Год спустя, 30 апреля 2023 года, там же состоялся финал четвёртого сезона шоу «Маска», на который, как и годом ранее, пришли посмотреть 7 тысяч зрителей.

## Теракт и пожар

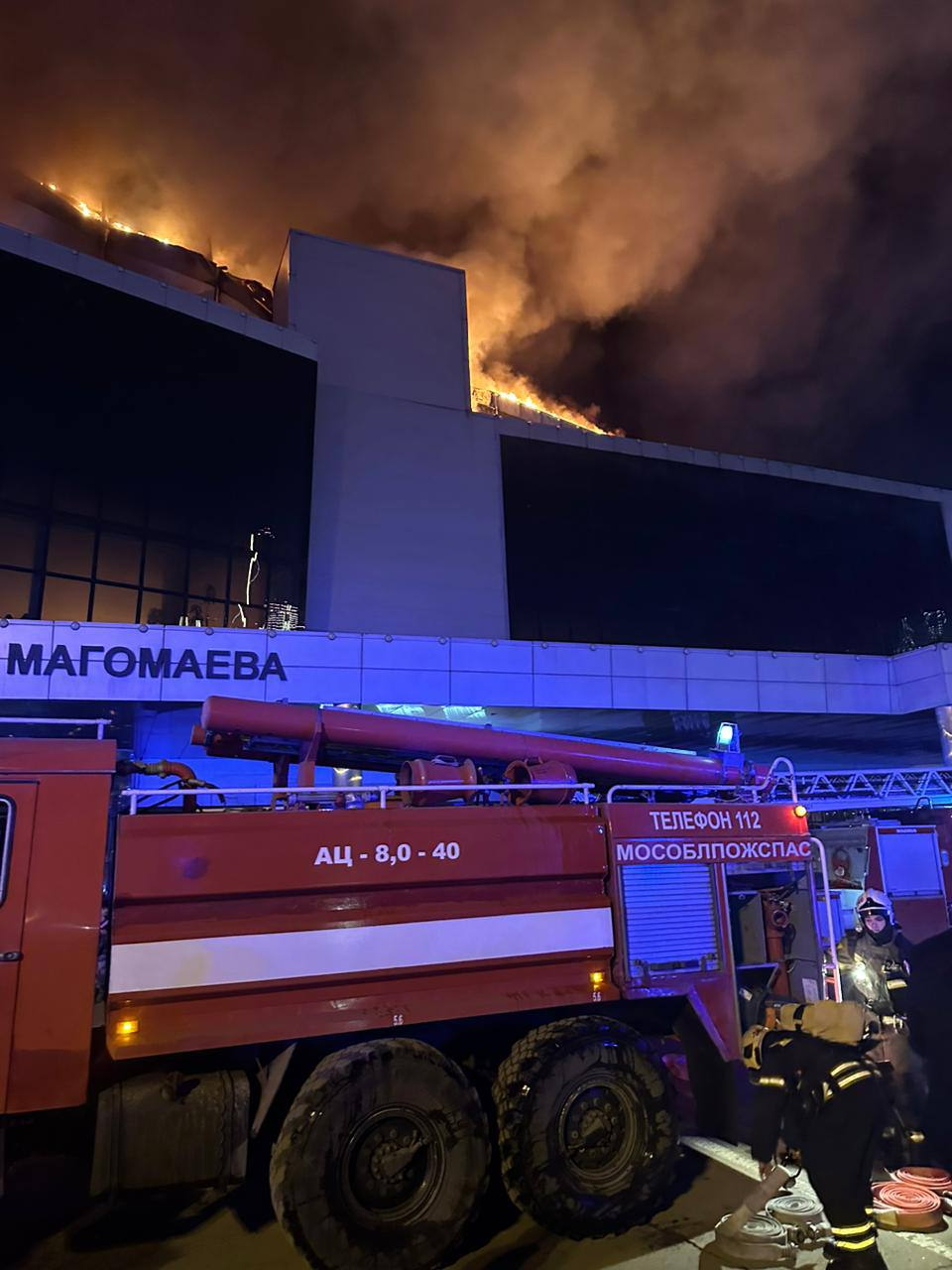
Пожар после теракта

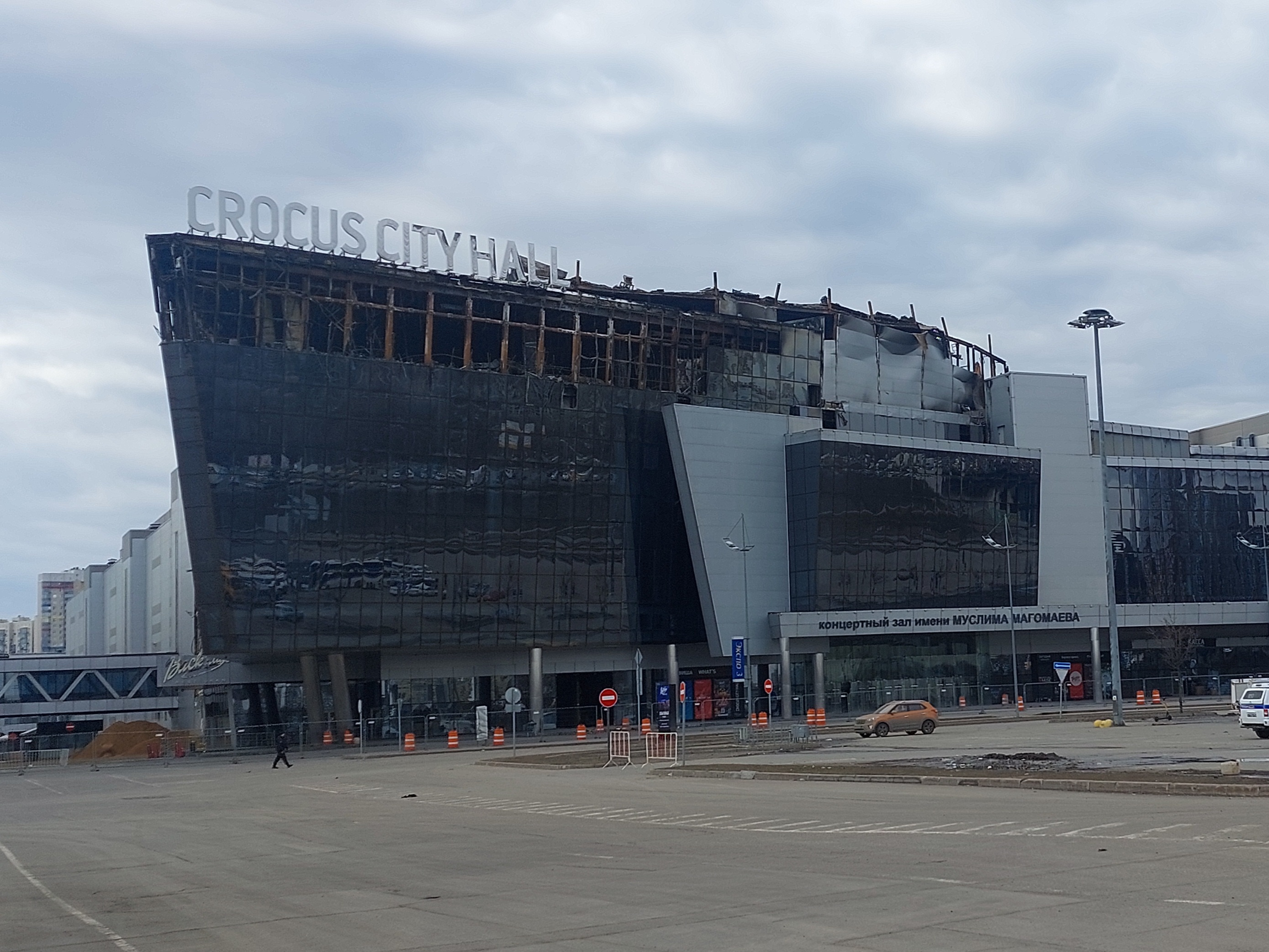
Здание «Крокус Сити Холла» после теракта и пожара, 30 марта 2024 года

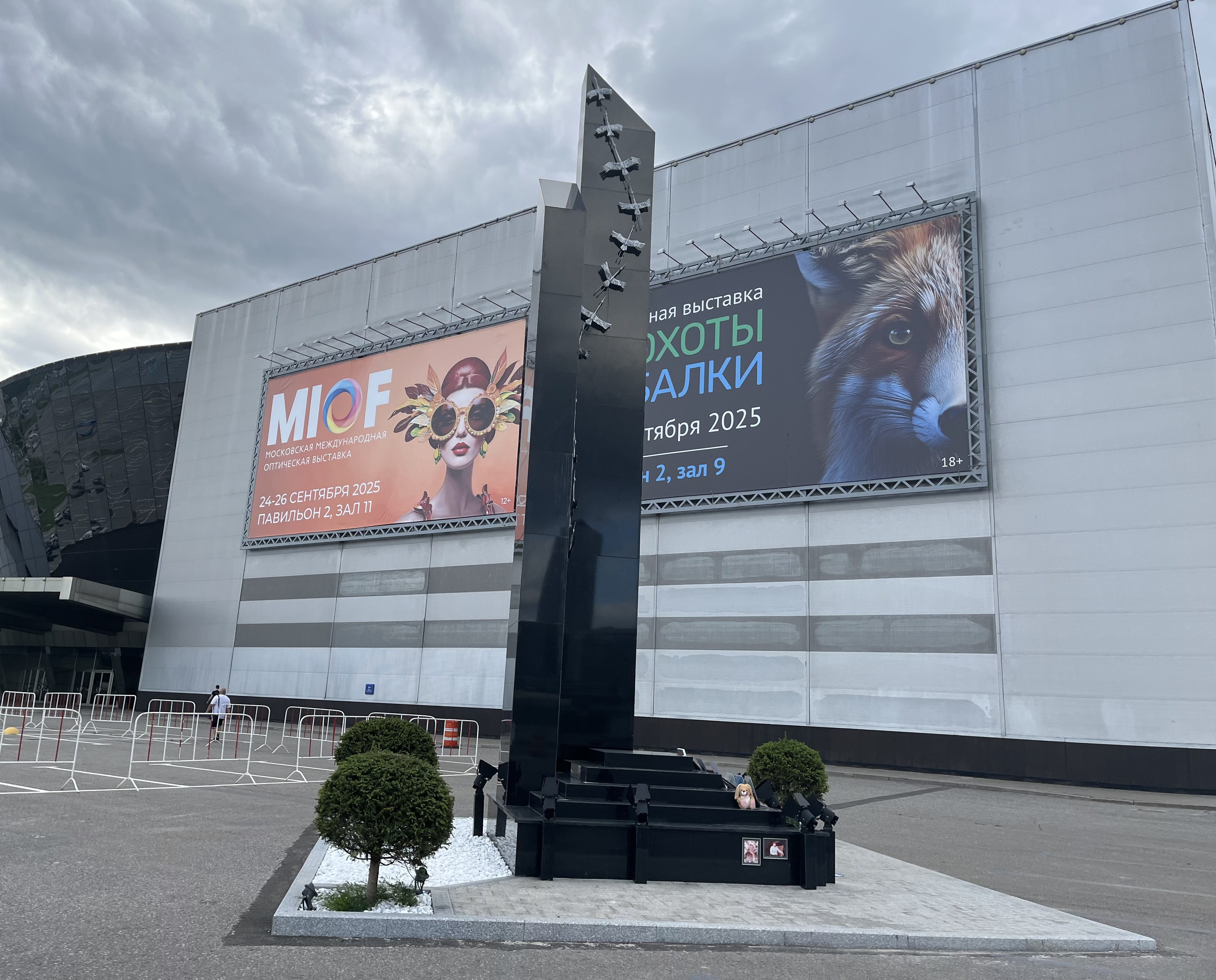
Мемориал погибшим, открытый на годовщину трагедии

22 марта 2024 года около 20 часов по московскому времени, перед концертом рок-группы «Пикник», произошёл теракт, в котором погибли не менее 145 человек, в том числе 6 детей. В ходе нападения террористами был инициирован пожар, верхний этаж выгорел полностью, полностью сгорели зрительный зал и сцена, частично обрушилась кровля. Тушение здания велось всю ночь и завершилось утром следующего дня.
Ответственность за теракт взяло на себя афганское отделение международной террористической организации «Исламское государство» — «Вилаят Хорасан».

### Последствия теракта
После трагических событий в Крокус Сити Холле многие изначально запланированные там мероприятия были отменены или перенесены. Музыкальные премии «Жара Music Awards» и «RU.TV» были перенесены в «ЦСКА Арену» и Дворец Ирины Винер-Усмановой соответственно. Было отменено проведение музыкальной премии «Чартова дюжина» и финала пятого сезона шоу «Маска», запланированных на 21 и 28 апреля соответственно.

## Восстановление

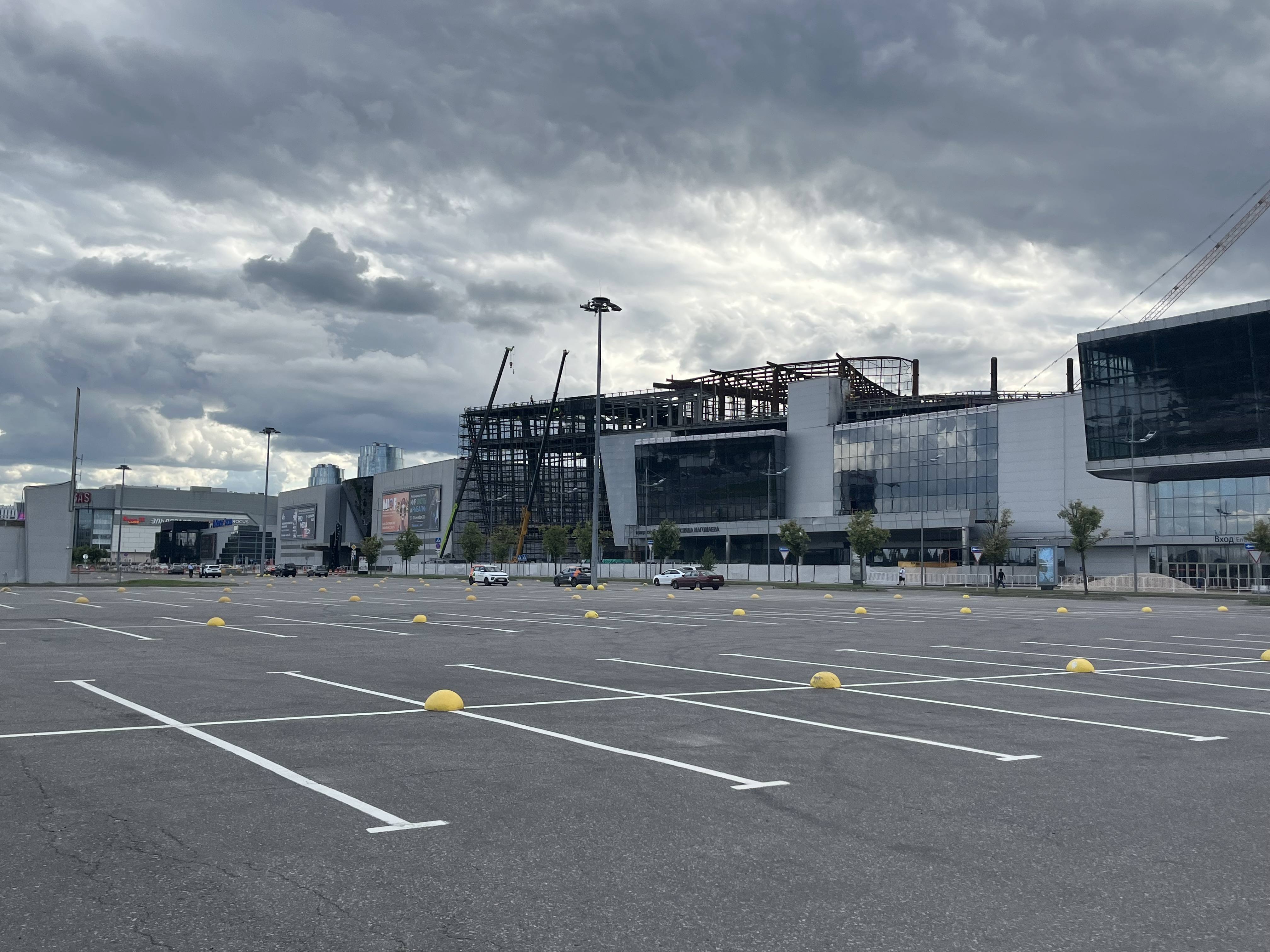
Здание «Крокус Сити Холла» 8 августа 2025 года

По предварительным данным, ущерб, принесённый имуществу, может составить около 10 миллиардов рублей.
Владеющая «Крокус Сити Холлом» компания сообщала, что концертный зал будет восстановлен. Но окончательного решения пока не принято, так как целесообразность и сроки восстановления здания будут зависеть от степени повреждения конструкций и, в частности, основных несущих элементов.
71 % опрошенных россиян считают, что на месте разрушенного здания установят мемориал, а 16 % — что построят новый концертный зал или иное культурное здание (к примеру, академическую консерваторию). 11 % предложили восстановить «Крокус» в прежнем виде, а вот мемориал или памятник возвести рядом. Есть мнение, что помещение можно отдать для социальных нужд, благотворительных фондов и другого. А 2 % опрошенных предложили разбить парк памяти или построить часовню. В Госдуме после теракта склонялись к тому, что восстанавливать концертный зал не следует (вопрос ещё будет рассматриваться) и призвали не допустить оскорбления памяти жертв террора.
1 июля 2024 года принято решение о передаче сохранившейся части здания под выставочное пространство, восстановления концертного зала не будет.
22 марта 2025 года, в первую годовщину теракта, рядом со зданием открыт мемориал в память о жертвах трагедии.
27 апреля 2025 года с здания начали снимать стеклянный фасад.
16 июля 2025 года, был снята вывеска «Crocus City Hall». Ранее был покрашен сгоревший каркас.